# Taisan-ji (Imabari)

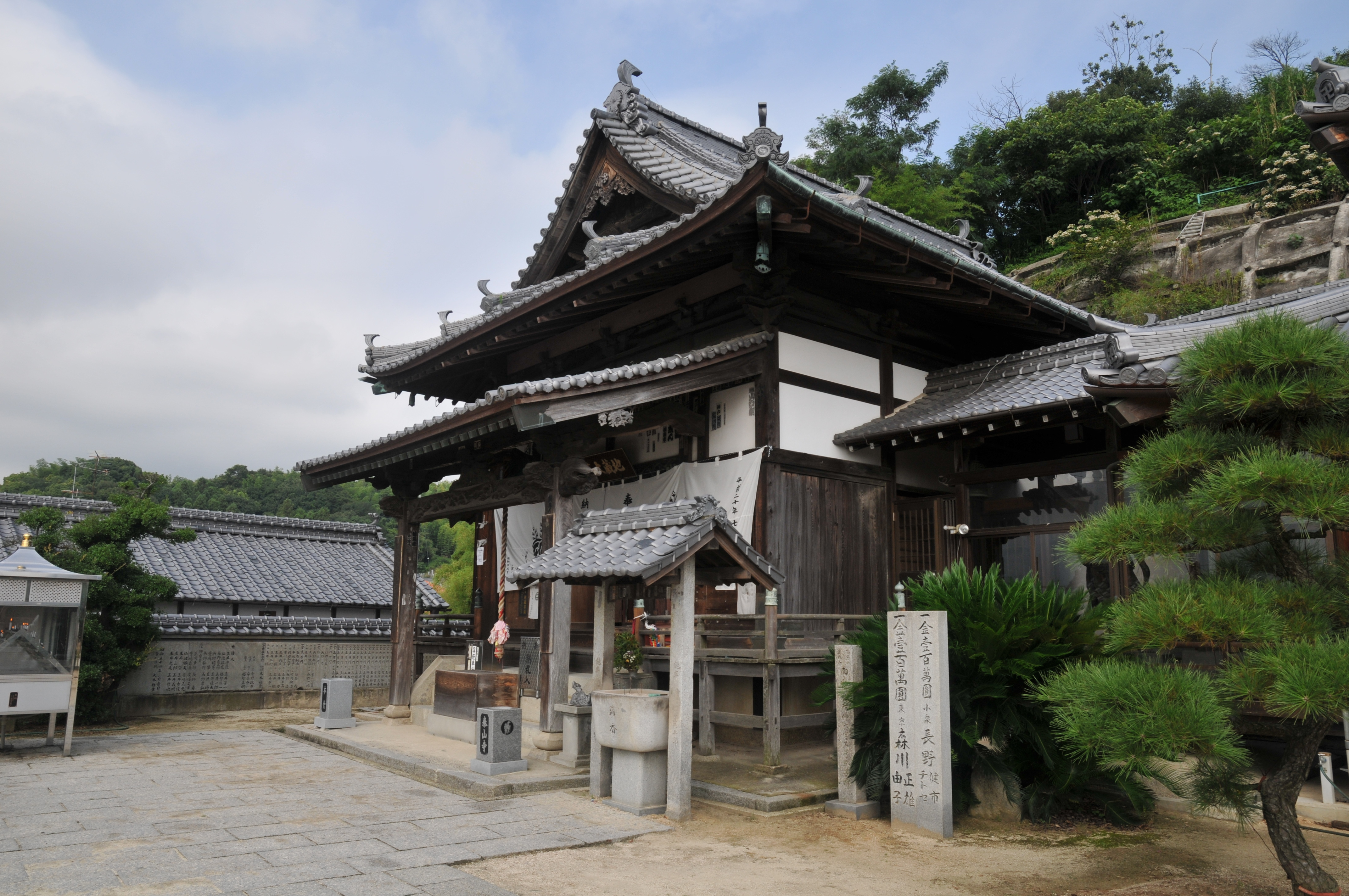
Haupthalle

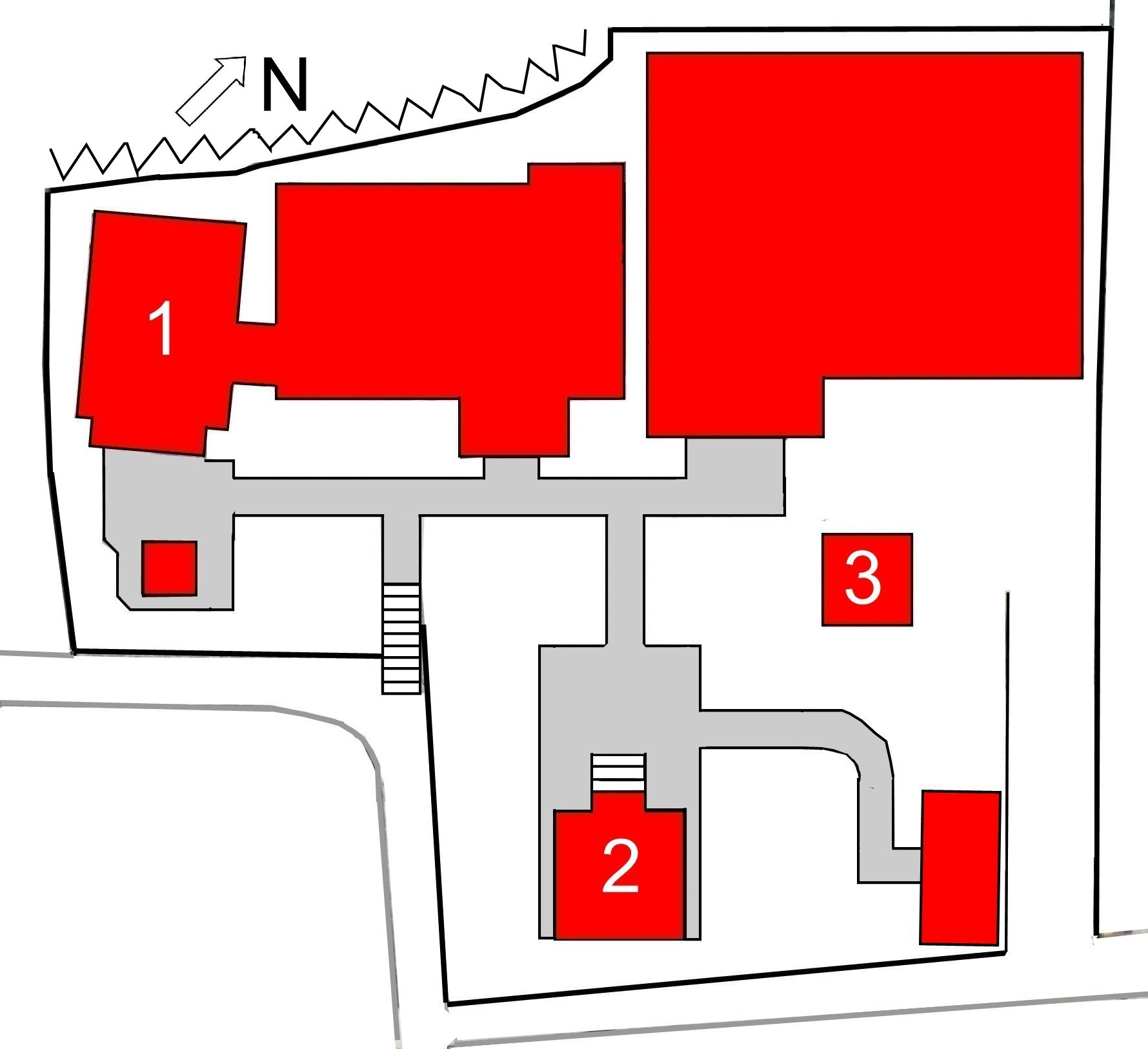
Plan des Tempels (s. Text)

Der Taisan-ji (japanisch 泰山寺) mit den Go Kinrinzan (金輪山) und Chakuōin (勅王院) ist ein Tempel des Shingon-Buddhismus in der Stadt Imabari (Präfektur Ehime). In der traditionellen Zählung ist er der 56. Tempel des Shikoku-Pilgerwegs.

## Geschichte
Als im Jahr Kōnin 6 (816) Kūkai die Gegend besuchte, litt die Bevölkerung gerade unter dem Hochwasser des Flusses Sōjagawa (蒼社川), der die Felder überschwemmt und die Häuser zerstört hatte. Die Landbevölkerung machte dafür einen bösen Geist dafür verantwortlich. Kūkai betete sieben Tage lang um Hilfe, bis am 7. Tag der heilige Emmei Jizō Bosatsu (延命地蔵菩薩) am Himmel erschien und das Hochwasser zum Abfließen brachte. Kūkai pflanzte an der Stelle, an der er seine Gebete verrichtet hatte, die „Kiefer des Nichtvergessens“ (不忘の松, Wasurezu no matsu), fertigte eine Skulptur des Jizō an und baute eine Gebetshalle, die er Taisanji nannte. 
Während der Regentschaft des Kaisers Junna wurde die Gebetsstätte zu einer vollständigen Tempelanlage (七堂伽藍, Shichidōgaran) ausgebaut. Später litt der Tempel unter den Bürgerkriegen und wurde schließlich vom Berg Kinrin (金輪山) hinunter zur heutigen Stelle verlegt, wo einst Kūkais Kiefer des Nichtvergessens gestanden haben soll.

## Anlage
Die am Fuße des Berges gelegene schlichte Tempelanlage ist über eine Treppe oder eine Auffahrt zu erreichen. Am linken Rand befindet sich die Haupthalle (本堂, Hondō; 1) und im vorderen Bereich rechts von der Treppe die Halle, die dem Tempelgründer gewidmet ist, die Daishidō (大師堂; 2). Seitlich vor der Daishidō steht der Glockenturm (鐘楼, Shōrō; 3). Die beiden großen Wächterfiguren (仁王, Niō), die einst im Tempeltor standen, stehen heute im Inneren des Tempels.

## Bilder

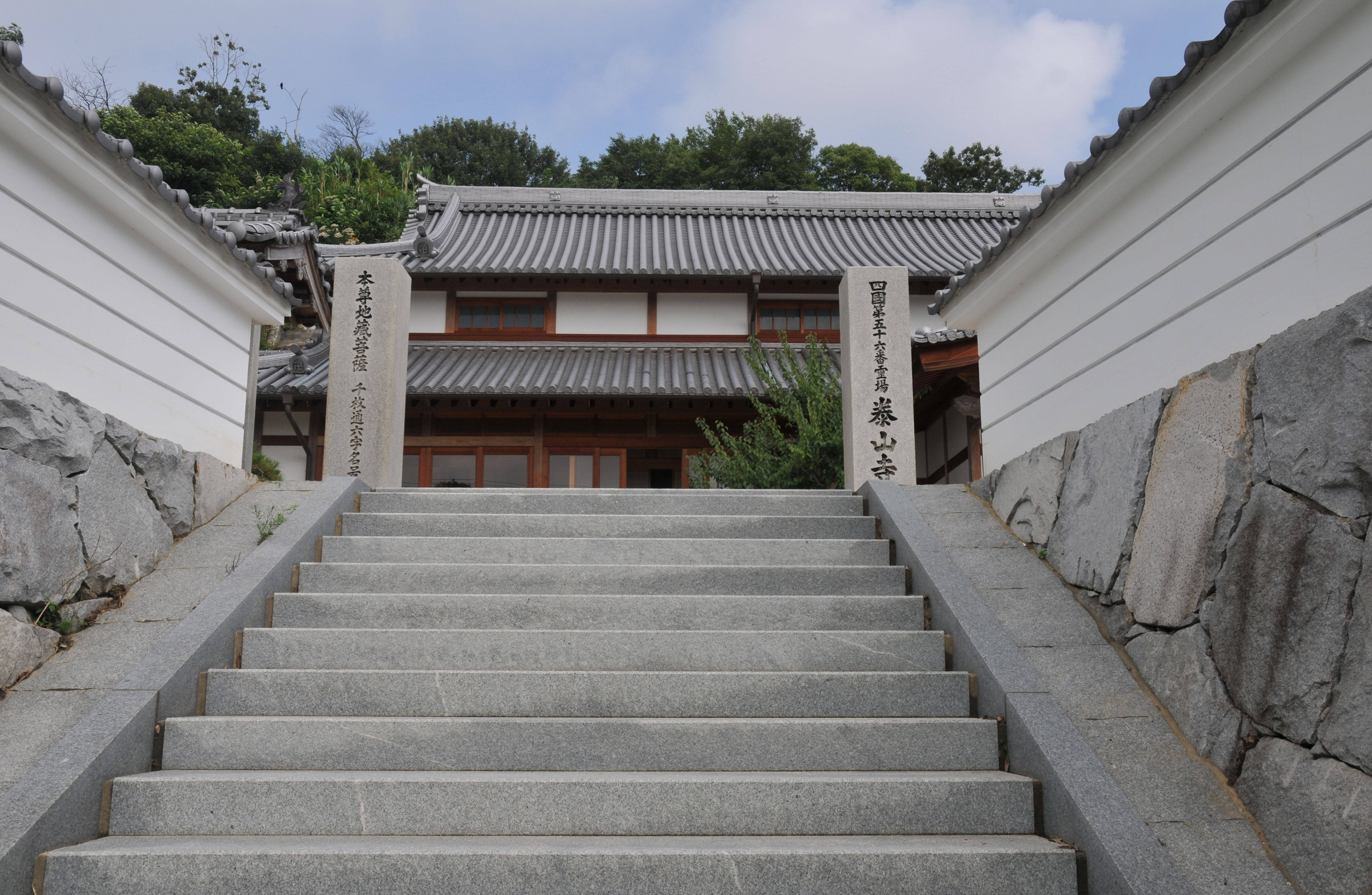
Tempelaufgang
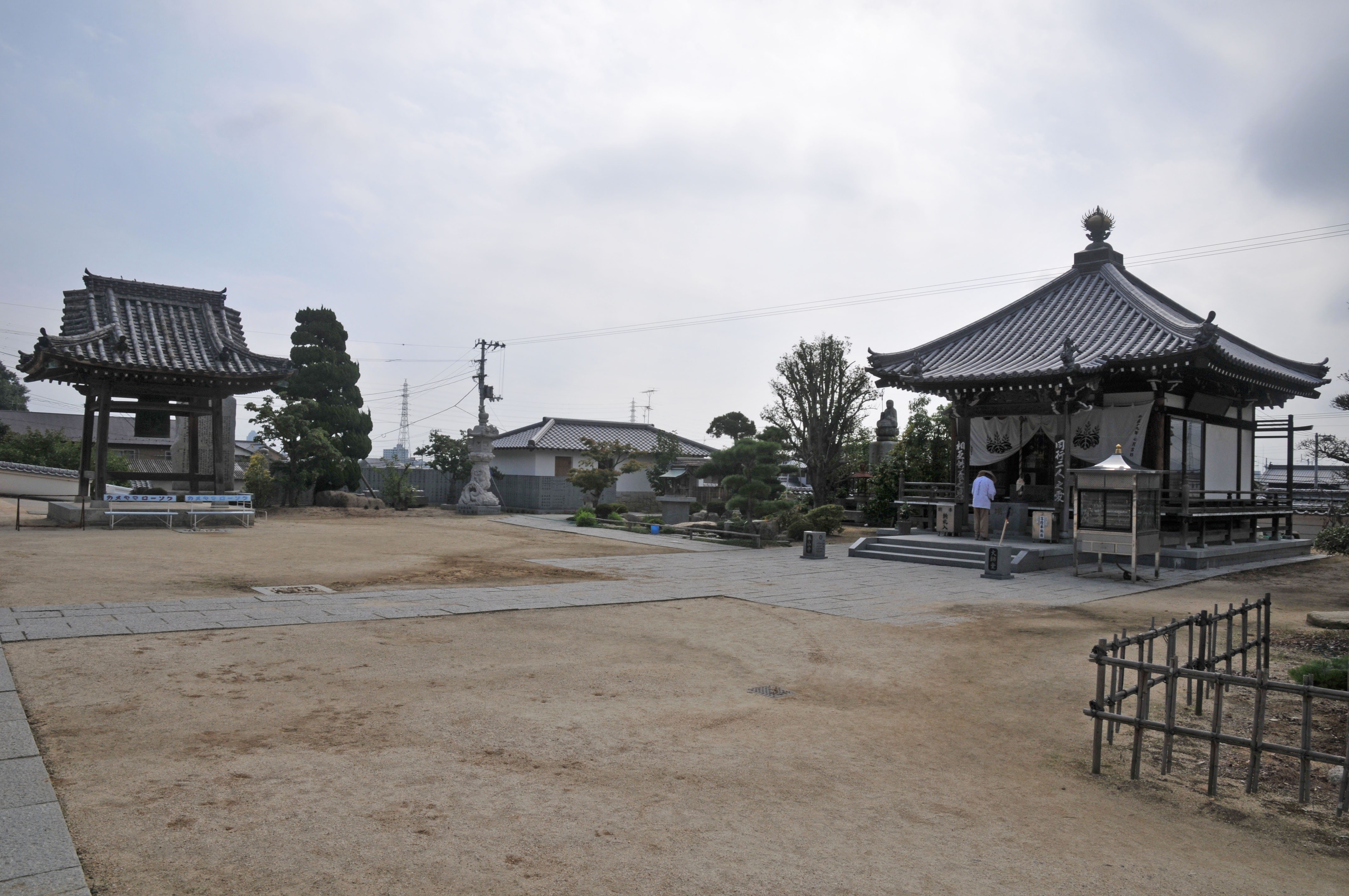
Glocke und Daishidō
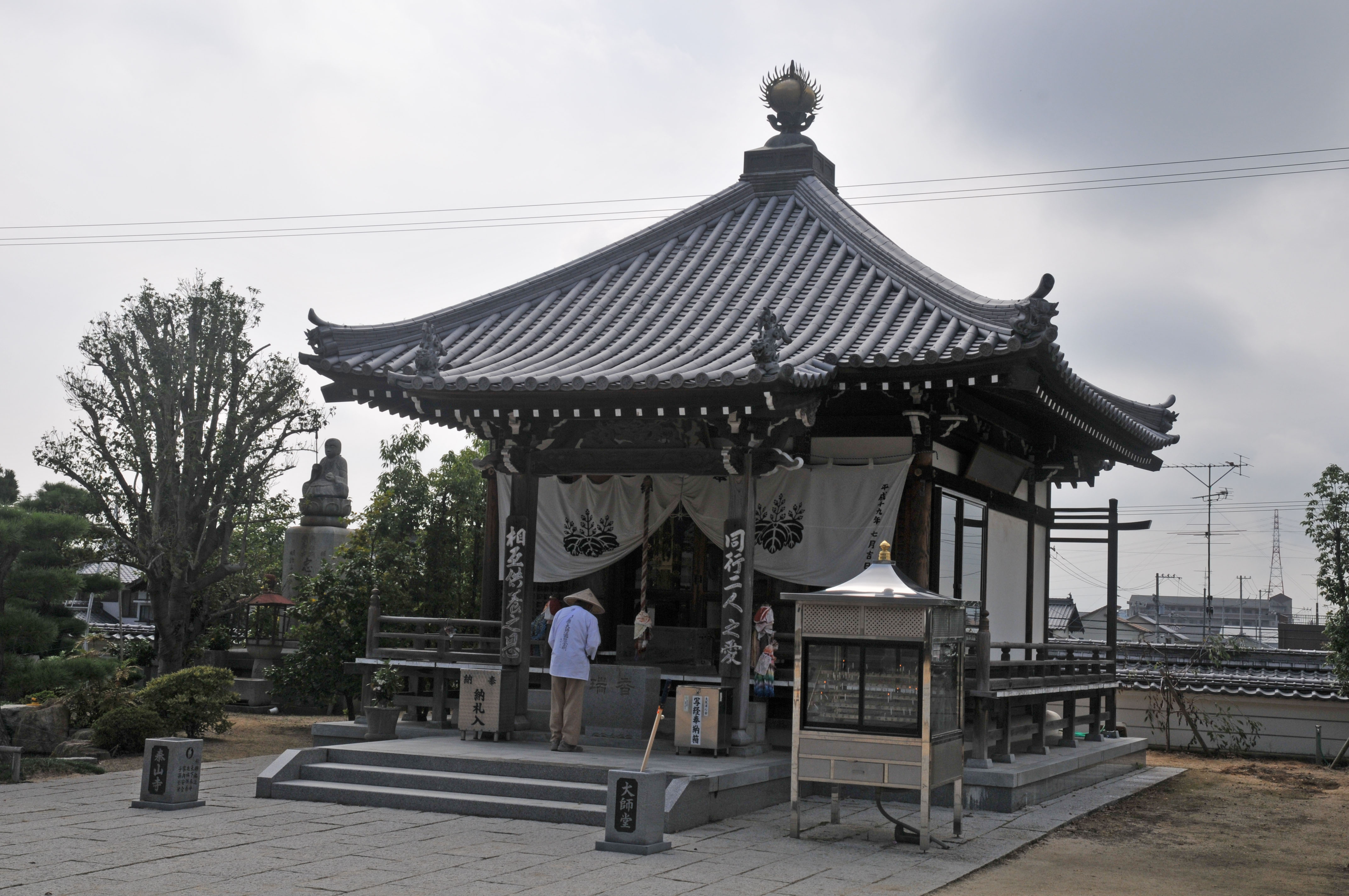
Daishidō
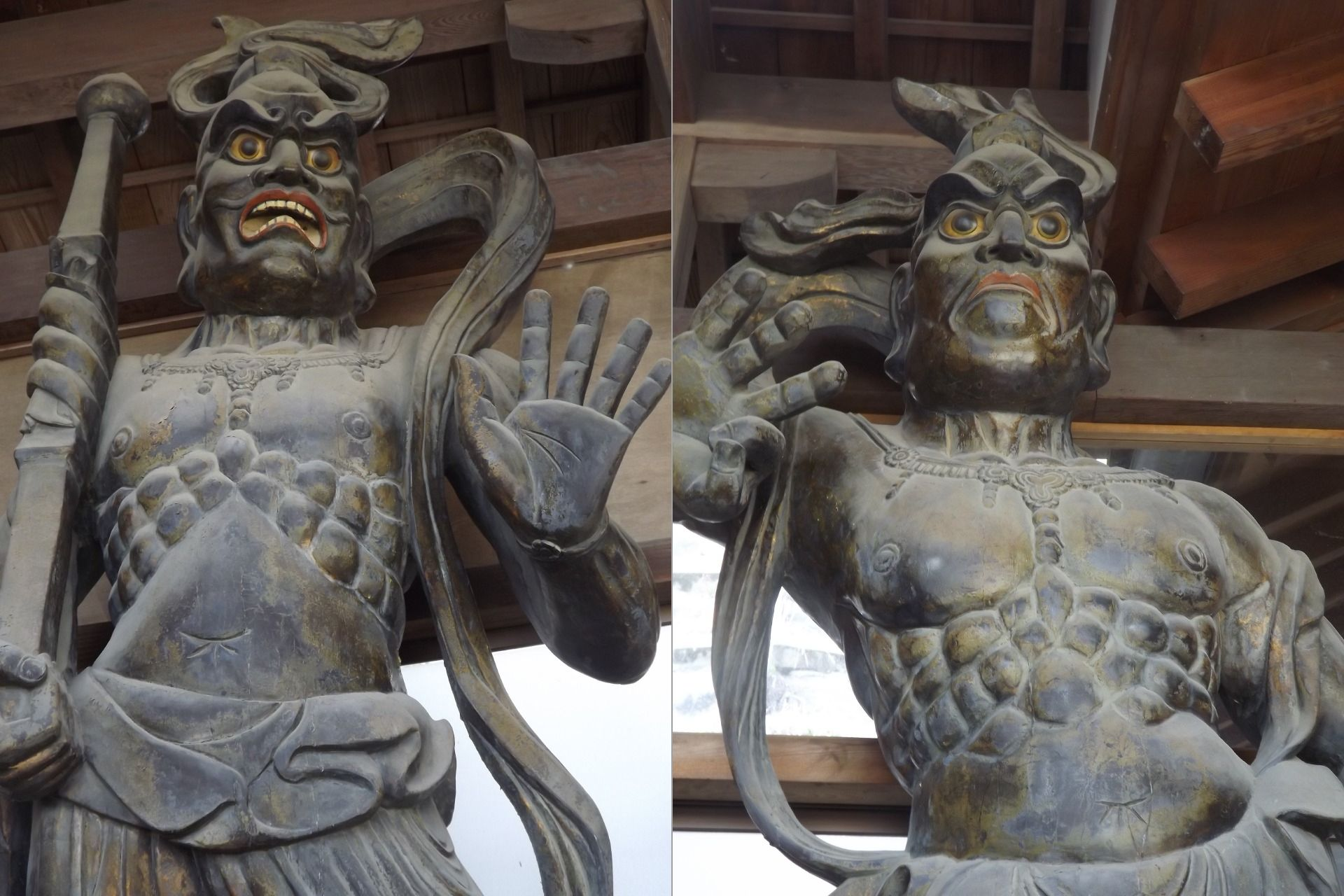
Die beiden Tempelwächter